# Thạch Kênh
Thạch Kênh là một xã thuộc huyện Thạch Hà, tỉnh Hà Tĩnh, Việt Nam.
Xã Thạch Kênh có diện tích 9,82 km², dân số năm 1999 là 4942 người, mật độ dân số đạt 503 người/km².
Từ xa xưa trên địa bàn xã này có tuyến kênh Nhà Lê nối từ  kinh đô Hoa Lư đến Đèo Ngang đi qua, là tuyến đường thủy đầu tiên trong lịch sử Việt Nam và được coi là tuyến đường Hồ Chí Minh trên sông vì những đóng góp cho các cuộc chiến tranh của người Việt.